# Ілюстрована Україна
«Ілюстрована Україна» — літературно-науковий журнал. Виходив 1913–14 у Львові двічі на місяць (усього вийшло 34 вип.: 24 – за 1913 та 10 – за 1914). Редактор – І.Крип'якевич. На шпальтах часопису відводилося чимало місця хроніці святкових та урочистих подій, інформаційним статтям про діяльність українських національних установ, українських діячів, зокрема Д.Яворницького, О.Лазаревського, та осередків (соколят, січових стрільців та ін.), друкувалися політичні вісті (з Галицького крайового сейму). Журнал публікував матеріали з Наддніпрянської України (відкриття пам'ятника І.Котляревському в Полтаві, хід реставрації палацу Розумовських у Батурині тощо). № 5/6 за 1914 був цілком присвячений відзначенню 100-річчя від дня народження Т.Шевченка. Журнал активно популяризував архітектурні проекти в т. зв. українському стилі, живопис, друкував численні загальноосвітні матеріали (про новинки техніки, археологічні знахідки, етнографічні замальовки, переклади європейської класики тощо). На його шпальтах розпочали свою літературну діяльність Я.Савченко, Я.Мамонтов, С.Чарнецький, О.Коваленко та ін.